# Будимир Гаврић
Будимир Гаврић (Грапска Доња, код Добоја, 26. јул 1944) је генерал-мајор Војске Републике Српске у пензији. Током Одбрамбено-отаџбинског рата био је начелник штаба Источнобосанског корпуса ВРС.

## Биографија
Рођен је 26. јула 1944. године у селу Грапска Доња, Добој, Краљевина Југославија (тада под окупацијом НДХ) од оца Недељка и мајке Милке. По националности је Србин.
Завршио основну школу 1959. године, Средњу пољопривредну школу 1963. године, Војну академију КоВ 1966. године (смјер оклопно-механизоване јединице), Командно-штабну академију КоВ 1977. године и Командно-штабну школу оператике 1988. године. Курс оспособљавања официра оклопно-механизованих јединица 1971. године, Виши обавјештајни курс 1973. године, Курс помоћника команданта за позадину и оперативно позадинских органа I нивоа 1979. године и Курс за начелника штаба пука-бригаде-дивизије 1983. године. У активну војну службу произведен је 27. 09. 1966. године у чину потпоручника, а унапријеђен је 27. 09. 1969. године у чин поручника, капетана 27. 08. 1972. године, капетана прве класе 22. 12. 1974. године (пријевремено), мајора 22. 12. 1978. године, потпуковника 22. 12. 1983. године, генерал-мајора 27. 12. 1995. године.
Пензионисан је 31. 12. 1996. године по личном захтјеву. У активној служби 1966 - 1996, ефективно је радио 30 година вршећи дужности: командир тенковског вода 1966-1970. (Ниш); командир тенковске чете, помоћник начелника штаба за обавјештајне послове у оклопној бригади, помоћник команданта за позадину у оклопном пуку 1977-1981. (Пивка); начелник штаба оклопне бригаде 1981-1985. (Врхника); начелник штаба лаке дивизије 1985-1987. (Врхника); командант оклопне бригаде 1987-1989. (Врхника); начелник Одјељења за ОНП у команди корпуса 1989-1991. (Љубљана); командант лаке пјешадијске бригаде 1991-1992. (Београд); начелник штаба корпуса 1992-1995. (Бијељина).
У рату у Словенији од 25. 6. до 24. 10. 1991. године као оперативац у 14. корпусу и од 04. 06. 1992. године до 14. 12. 1995. године у Војсци Републике Српске био је на дужности начелника штаба Источнобосанског корпуса.
Службовао је у гарнизонима: Ниш, Пивка, Врхника, Љубљана, Београд и Бијељина.
Одликован је у ЈНА: Орденом за војне заслуге са сребрним мачевима 1969. године, Орденом Народне армије са сребрном звездом 1978. године, Орденом за војне заслуге са златним мачевима 1983. године, Орденом Народне армије са златном звездом 1989. године, а у ВРС Орденом Карађорђеве звијезде другог и трећег реда.
Ожењен, отац једног дјетета. Живи у Бијељини.